# Aglaophenia integriseptata
Aglaophenia integriseptata är en nässeldjursart som beskrevs av John Fraser 1948. Aglaophenia integriseptata ingår i släktet Aglaophenia och familjen Aglaopheniidae. Inga underarter finns listade i Catalogue of Life.